# Eduard von Hartmann

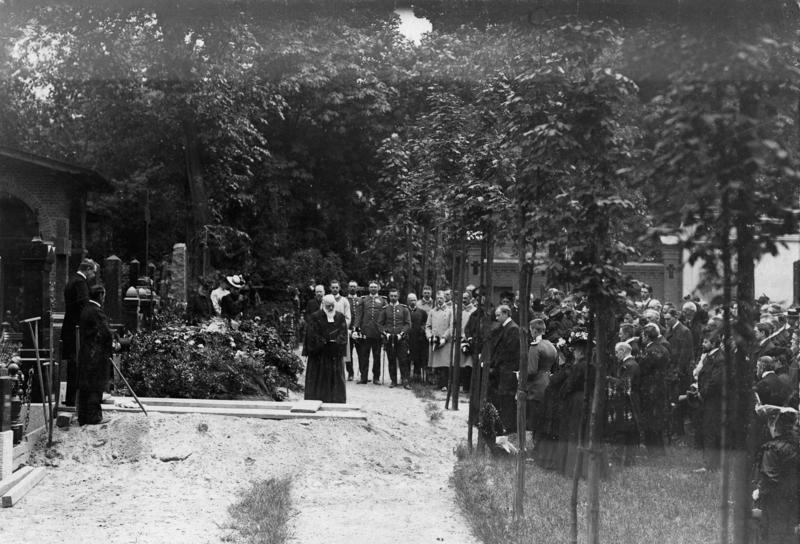
Hartmanns gravsättning 1906.

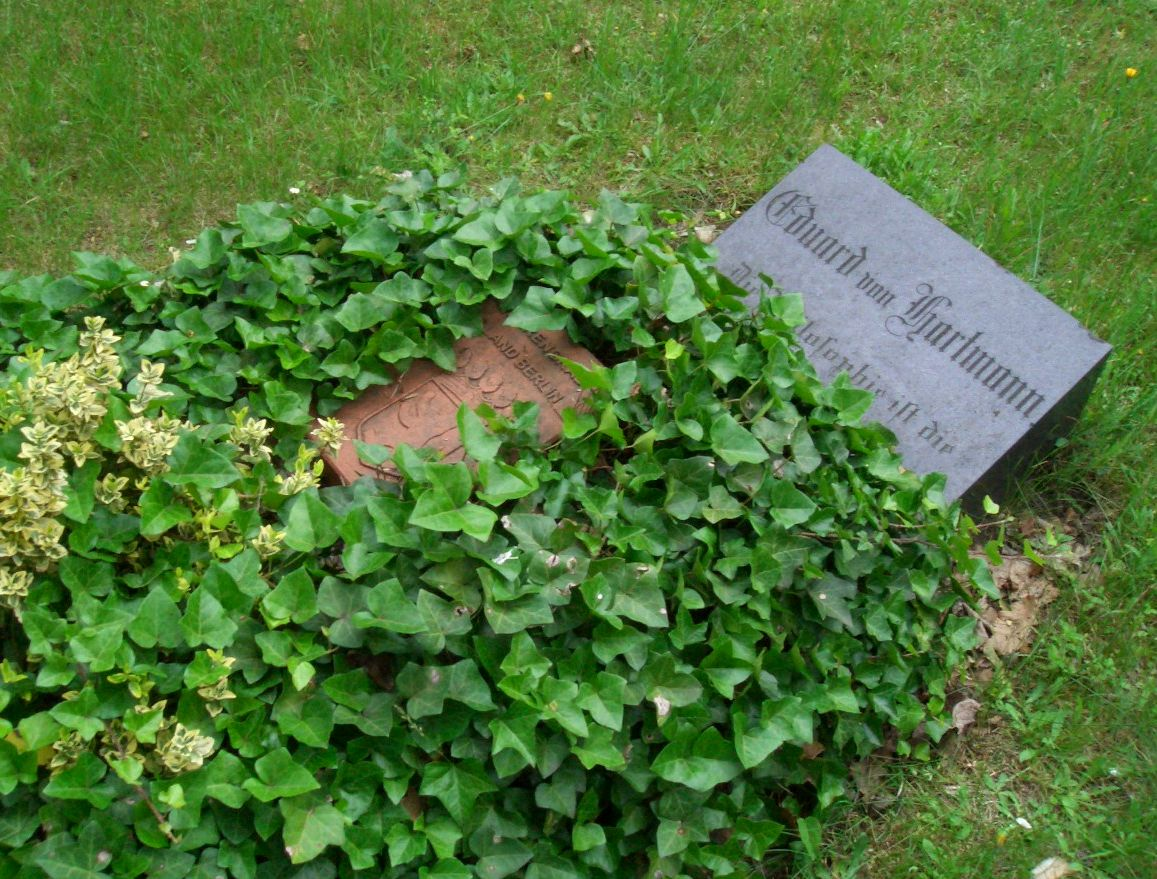
Hartmanns grav i Berlin.

Karl Robert Eduard von Hartmann, född den 23 februari 1842 i Berlin, död där den 5 juni 1906, var en tysk filosof.

## Biografi
Hartmann var son till general Robert von Hartmann, och blev 1860 artilleriofficer. Han ägnade sig på lediga stunder åt musik, måleri och filosofi, för vilka alla han till en början tycktes ha lika stora anlag. Men när 1865 en nervös åkomma i ett knä nödgade honom att för alltid säga farväl åt den militära banan, ägnade han sig åt filosofin. "Bankrutt på allt utom på tankar" 1869 utgav han det filosofiska arbete, Philosophie des Unbewussten (11:e upplagan 1904; "Verldsprocessens väsen eller det omedvetnas filosofi", 1877-78), som förblivit hans huvudarbete, trots den mängd av filosofiska och icke-filosofiska skrifter som han sedan, med en förvånande produktivitet och mångsidighet offentliggjorde. Dess metod angav han genom undertiteln "spekulativa resultat enligt induktivt vetenskaplig metod". På samma gång, som han häri har sin metodiskt svaga sida, har han ock däri sin styrka genom det "mod att tänka" och den beundransvärda förmåga att se i stort och bygga upp ett universellt tankesystem, som han lägger i dagen i en tid då vetenskapen hos andra snarare visat benägenhet att förlora sig i detaljer. Härtill kommer hos Hartmann en mångsidighet som gör att inget mänskligt tycks vara honom främmande. Så har han i sina populära skrifter, Aphorismen über das Drama (1870), Zur Reform des höhem Schulwesens (1875), Der Spiritismus (1885), Moderne Probleme (1885), Zwei Jahrzehnte deutscher Politik und die gegenwärtige Weltlage (1888), Die sozialen Kernfragen (1894), Tagesfragen (1896) samt i tidskriftsuppsatser sagt sitt ord i nästan alla tidens religiösa, sociala och politiska frågor, - den då tidstypiska judefrågan, bostadsfrågan, skolfrågorna, kvinnofrågan, vegetarianismen m. m. Men först och sist har han verkat som filosofisk skriftställare. 
Hartmanns filosofiska skrifter är så många, att bara några av hans största hithörande arbeten kunna nämnas här: Phänomenologie des sittlichen Bewusstens (1879; 2:a upplagan 1886), som genom sina skarpsinniga karakteristiker av de olika etiska grundståndpunkterna äger ett beståndande värde, Die Selbstzersetzung des Christenthums (1874), Das religiöse Bewusstsein der Menschheit (1881) och Die Religion des Geistes (1882), i vilka han utvecklar sin originella religionsfilosofi, Æsthetik, vars första del innehåller en kritisk framställning av den tyska filosofin efter Immanuel Kant, samt Das Grundproblem der Erkenntnisstheorie (1889) och Kategorienlehre (1896), två kunskapsteoretiska arbeten, av vilka särskilt det sistnämnda erkänts som en av sekelskiftet 1900:s betydelsefullaste insatser. 
Därjämte utgav Hartmann Geschichte der Metaphysik (2 band, 1899- 1900), som jämte flertalet av de här nämnda filosofiska arbetena ingår i hans Ausgewählte Werke (12 band, 1895-1900). En efterlämnad översikt av hans filosofi är med titeln System der Philosophie im Grundriss (8 band) gavs ut i början på 1900-talet. 
Särskilt uppseende väckte på sin tid en anonym skrift av Hartmann där han bekämpade den moderna naturvetenskapens mekaniska världsförklaring; under de strider som i följd av det uppstod mellan honom och samtida naturforskare beskylldes Hartmann ofta av sina motståndare för bristande förtrogenhet med dåtidens vetenskapliga naturuppfattning. 1872 utkom (utan författarnamn) en skarp kritik av Hartmanns filosofi, Das Unbewusste vom Standpunkt der Physiologie und Descendenztheorie, som av Hartmanns motståndare hälsades som ett sakkunnigt uttryck för en verkligt vetenskaplig uppfattning. Man kan föreställa sig deras häpnad, när bokens andra upplaga (1877) hade på titelbladet författarnamnet - Eduard von Hartmann! I 260 noter ställde han nu sitt självförsvar bredvid självkritiken.
Enskild förmögenhet satte honom i stånd att ostörd av allt yrkesarbete odelat ägna sig åt studier och författarskap. Han avböjde erbjudan av akademisk lärarbefattning och levde som privatlärd i Berlin och sedan 1884 i Groß-Lichterfelde. Den nervsjukdom, av vilken han led allt sedan ungdomsåren, tycktes ej kunna minska hans outtröttliga arbetskraft. Ännu under sina sista år utgav han två stora verk, Das Christentuhm des neuen Testaments (2:a upplagan 1905) och Das Problem des Lebens (1906), i vilka man inte kan märka någon tillbakagång i hans förmåga. 
Hartmann var gift två gånger med entusiastiska anhängarinnor av hans filosofi, vilka också båda i litteraturen bidragit till dess bekantgörande. Han ligger begravd i Friedhof Columbiadamm, Berlin.

## Filosofi
Hartmanns allmänna ståndpunkt inom filosofin erinrar kanske närmast om Arthur Schopenhauers, med vilken han delar både den metafysiska grunduppfattningen av all verklighets omedvetna urgrund och den pessimism i vilken hans livsåskådning mynnar ut. Men i båda hänseendena skiljer han sig dock genom den närmare formuleringen så bestämt från sin föregångare att han knappast kan räknas till dennes lärjungar. Under det att Schopenhauer fattade det absoluta som en omedveten vilja, gör Hartmann gällande att idén är något lika ursprungligt i det absolutas väsen. Häri närmar sig Hartmann till Hegel. Det måste finnas något i verkligheten som motsvarar de idéer till vilka vårt tänkande enligt sin natur bearbetar erfarenheten. Men denna ideella motsvarighet till våra begrepp kan inte vara medvetna idéer, ty sådana kommer endast till stånd genom de materiella processerna i vår hjärna. Utan hjärna inget medvetande. Motsvarigheten till våra medvetna idéer är därför något omedvetet ideellt. Detta kan inte, som Hegel antog, vara idé såsom enbart sådan, ty denna är till sitt väsen passiv, kraftlös. Den omedvetna urgrunden måste därför vara vilja, men kan heller inte bestå i enbart vilja, ty utan idé är denna rent förnuftslös och har därför inget att rikta sig på så att den kan yttra sig i ett bestämt viljande. Viljans innehåll måste givas av idén. Urväsendet är därför en enhet av vilja och idé. Den förra är grunden till världens "att", den senare till dess "vad" och "hur". 
Men hur har ur denna omedvetna urgrund den givna verkligheten, och särskilt medvetandet, uppstått? Hartmann måste för att besvara denna fråga anta, att den blinda viljan att leva utan grund och tillfälligt övergått från väsen till företeelse, från potentialitet till aktualitet, i det att viljan lösryckt sig från idén. Denna sistnämnda söker göra detta av viljan begångna fel gott igen, i det den i medvetandet väcker till liv en motståndare mot den omättliga, ständigt trängtande, aldrig tillfredsställda viljan. Medvetandet avslöjar denna trängtans oförnuftighet. Tänkandet lär oss inse tillvarons värdelöshet genom att uppvisa att det alltid i denna finnes mera olust än lust, mera lidande än lycka, och att ingen utsikt finns att någonsin övervinna detta missförhållande, i det att kulturen minst i samma mån gör oss känsligare för olyckorna, som de yttre orsakerna till dem måhända kunna minskas. Världsutvecklingens mål är därför förlossning från tillvarons lidande och återvändande till icke-varats frid genom livsviljans dödande och återvinnande av den rent omedvetna enheten av vilja och idé med därmed följande världsförintelse. Medvetandets uppgift är sålunda att upplösa alla de lyckans illusioner, vid vilka de lidande varelserna klängt sig fast. Först har de väntat sig lyckan här i livet. När deras förhoppningar här gäckats, övergår de till illusionens andra stadium, hoppet om salighet efter döden. Vetenskapen visar emellertid omöjligheten av ett medvetet liv utan hjärna. Då sätter man i stället sin tillit till utvecklingen och strävar att möjliggöra ett bättre framtida världstillstånd. Detta illusionens tredje stadium är i stort sett kulturmänniskorna vid sekelskiftet 1900:s ståndpunkt, som man Hartmann antog ännu länge skulle försvaras. Men en gång skall den tid komma, menar Hartmann, då även denna sista illusion brister. När flertalet medvetna varelser övervunnit alla lyckoillusionerna, då bringas deras vilja att leva till ro, och då inträder den allmänna förintelsen, utvecklingens återgång till sin början, varigenom inte bara individerna räddas från lidandet, utan själva det absoluta återförs till frid igen. Medlidandet med Gud är därför moralens högsta motiv och världsprincipens egen förlossning dess yttersta mål. 
Men detta vinnes inte genom asketisk tillbakadragenhet från världen eller genom att individen dödar sitt eget jag; därmed är för det hela inget vunnet, då detta endast skapar nya individer för nya lidanden. Tvärtom har enligt Hartmann pessimisten att handla alldeles som om han vore optimist - energiskt delta i kulturutvecklingen, viss om att denna ensam kan föra till slutmålet. - Otvivelaktigt var det denna egendomliga försoning mellan kulturintressena och pessimismen som förskaffade Hartmanns filosofi dess stora popularitet. Hans anhängare kunde instämma i de pessimistiska klagomålen över tillvarons eländighet och ändå ansluta sig till den moderna tron på utvecklingen. De kunde förhäva sig över världen, men behövde ändå inte försaka den. Därjämte erbjöd han dem i sin lära om det omedvetna en princip som tycktes kunna lösa alla spekulationens svårigheter: allt vad vi inte kan förstå, är för honom en yttring av den ologiska grunden till tillvaron. Därmed löstes instinktens gåtor och det undermedvetna själslivets hemligheter; förståndets aprioriska kategorier blev lättförklarliga som omedvetna tanketendenser, och naturmekanismens ändamålsenlighet blev begriplig, när den fattades enbart som ett medel i det omedvetnas allsmäktiga hand. I viss mån tillfredsställdes också de religiösa behoven genom den pietet Hartmann kunde visa de mystiska gudsaningarna, vilka för honom väller ur det omedvetnas rika djup, och genom den längtan efter försoning som präglade hela hans livsåskådning. Räknar man med Hartmanns imponerande lärdom och hans beundransvärda skarpsinne och klara stil förstår man att han vann många anhängare utanför fackfilosofernas kretsar. Om det uppseende som hans skrifter väckte vittnar mängden av skrifter för och emot hans åsikter. 
Hartmann kom att inspirera den svenska filosofen Hans Larsson och omnämns bl.a. i dennes debutbok Intuition från 1892.